# Lumber City (Pennsilvània)
Lumber City és una població dels Estats Units a l'estat de Pennsilvània. Segons el cens del 2000 tenia 86 habitants.

## Demografia
Segons el cens del 2000, Lumber City tenia 86 habitants, 34 habitatges, i 28 famílies. La densitat de població era de 12,2 habitants/km².
Dels 34 habitatges en un 35,3% hi vivien nens de menys de 18 anys, en un 70,6% hi vivien parelles casades, en un 5,9% dones solteres, i en un 17,6% no eren unitats familiars. En el 14,7% dels habitatges hi vivien persones soles el 5,9% de les quals corresponia a persones de 65 anys o més que vivien soles. El nombre mitjà de persones vivint en cada habitatge era de 2,53 i el nombre mitjà de persones que vivien en cada família era de 2,79.
Per edats la població es repartia de la següent manera: un 24,4% tenia menys de 18 anys, un 2,3% entre 18 i 24, un 31,4% entre 25 i 44, un 33,7% de 45 a 60 i un 8,1% 65 anys o més.
L'edat mediana era de 41 anys. Per cada 100 dones de 18 o més anys hi havia 97 homes.
La renda mediana per habitatge era de 41.875 $ i la renda mediana per família de 47.813 $. Els homes tenien una renda mediana de 31.875 $ mentre que les dones 20.000 $. La renda per capita de la població era de 15.655 $. Entorn del 14,3% de les famílies i el 10,2% de la població estaven per davall del llindar de pobresa.

## Poblacions més properes
El següent diagrama mostra les poblacions més properes.